# Río Neuquén
Río Neuquén är ett vattendrag i Argentina. Det ligger i den sydvästra delen av landet, 1 000 km sydväst om huvudstaden Buenos Aires.
Omgivningen kring Río Neuquén är i huvudsak ett öppet busklandskap. Området är nästan obefolkat, med mindre än två invånare per kvadratkilometer.